# Tillandsia kretzii
Tillandsia kretzii är en gräsväxtart som beskrevs av Renate Ehlers och Lautner. Tillandsia kretzii ingår i släktet Tillandsia och familjen Bromeliaceae. Inga underarter finns listade i Catalogue of Life.